# Смог

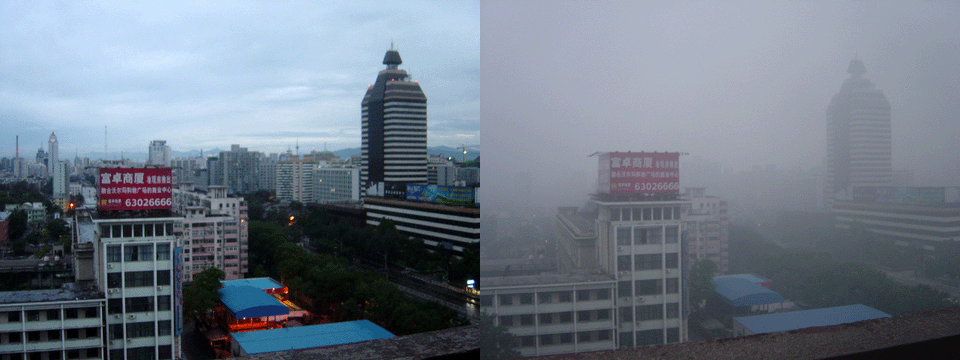
Повітря Пекіну через день після дощу (ліворуч), та в сонячний, але задимлений день (праворуч).

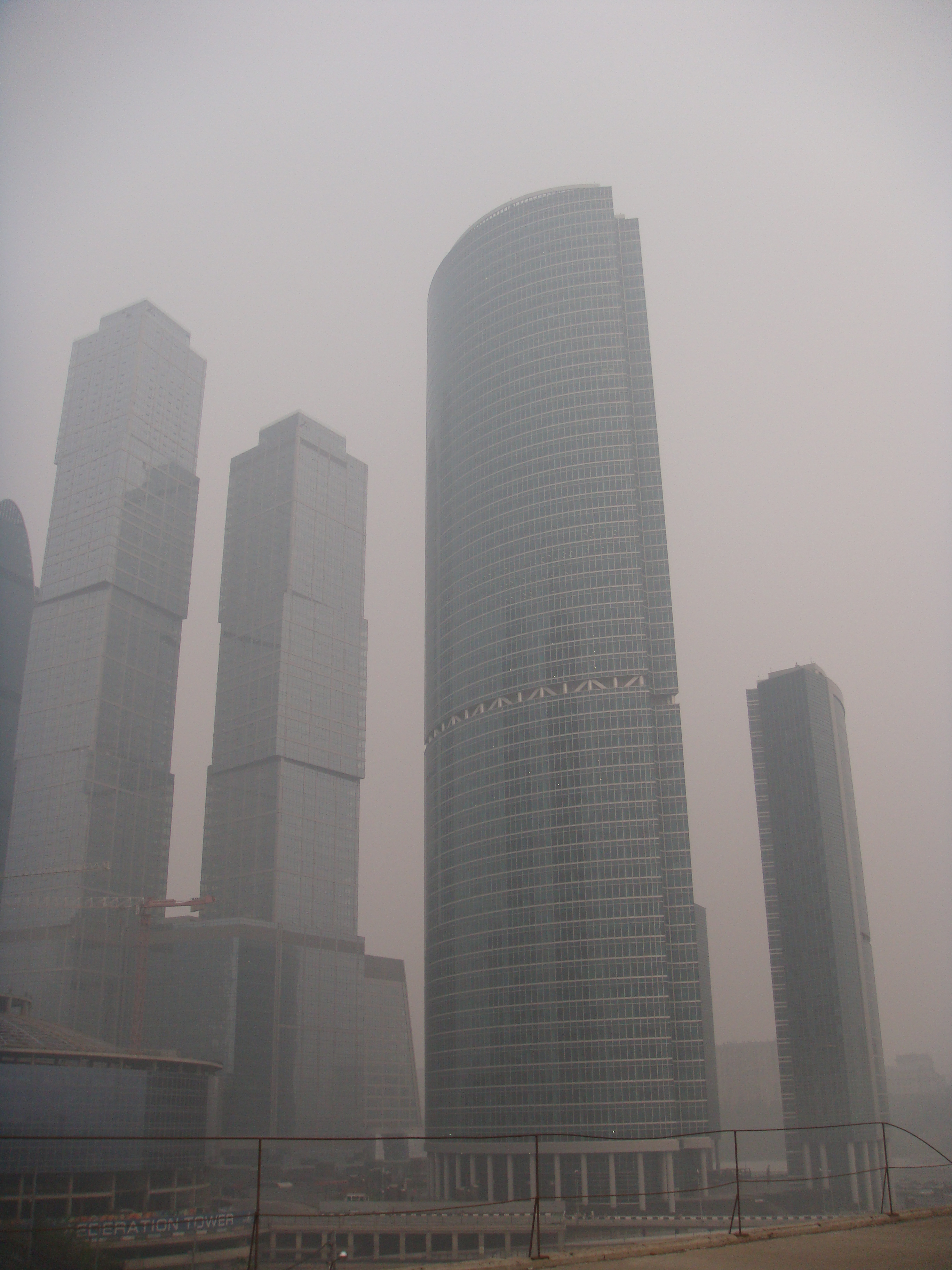

Смог чи смоґ (від англ. smoke fog, досл. «димовий туман») — аерозоль, що складається з диму, туману і пилу, один з видів забруднення повітря у великих містах і промислових центрах.
Інтенсивний смог викликає алергічні реакції, подразнення слизової оболонки, приступи бронхіальної астми, пошкодження рослинності, будівель, споруд.
Виділяють три шари смогу:
- нижній, розміщений у приземних шарах повітря. Він утворюється в основному від вихлопних газів транспорту та перерозподілу піднятого в повітря пилу;
- другий шар утворюється через викиди опалювальних систем, розташовується на висоті близько 20-30 м над поверхнею землі;
- третій шар розміщується на висоті 50-100 м та більше, утворюється, в основному, внаслідок викидів промислових підприємств.

Смог досить токсичний.

## Етимологія
Вперше термін «смог» був введений доктором Генрі Антуаном де Во (англ. Henry Antoine Des Voeux) у 1905 році в статті «Туман і дим» (англ. Fog and Smoke), написаної для Публічного Конгресу про здоров'я. 26 липня 1905 року лондонська газета Daily Graphic процитувала його:

Він сказав, що немає потреби в науці, щоб зрозуміти, що цей димовий туман — смог — породження міста, яке не трапляється в сільській місцевості.
Оригінальний текст (англ.)
He said it required no science to see that there was something produced in great cities which was not found in the country, and that was smoky fog, or what was known as 'smog'.
Наступного дня газета написала, що де Во зробив велику послугу громадськості, увівши новий термін для опису лондонського туману.

## Типи смогу
Виділяють три типи смогу:
- Крижаний смог (аляскового типу);
- Вологий смог (лондонського типу);
- Сухий, або фотохімічний, смог (лос-анджелеського типу)

Фотохімічний смог утворюється в ясну сонячну погоду за низької вологості повітря, температури +30 °C, повної відсутності вітру, високої забрудненості атмосфери. У випадку фотохімічного смогу з'являється блакитна димка або білуватий туман і через це погіршується видимість. Фотохімічні смоги — це сильне забруднення атмосферного повітря продуктами фотохімічних реакцій, які утворюються внаслідок взаємодії різноманітних інгредієнтів викидів автотранспорту та промисловості при їхньому опроміненні ультрафіолетовою радіацією (УФР). Багато реакцій, що відбуваються у цьому випадку, сприяють створенню значно більш токсичних речовин, ніж початкові компоненти викидів. При цьому з домішками в атмосфері відбуваються такі перетворення: фотоліз (розкладання під дією світла), озоноліз (розкладання озоном, гідроліз (розкладання парами води), піроліз (розкладання нагріванням), окислення (реакції з киснем). У результаті над містом утворюється жовто-синя мла, різко зменшується видимість, спостерігаються масові отруєння людей, загибель рослин.
При фотохімічних смогах утворюється велика кількість різноманітних фотооксидантів — озон, органічні пероксиди, нітрати, нітрити, ПАН, оксиди Нітрогену, Карбону, вуглеводні, альдегіди, кетони, феноли тощо.
Вперше фотохімічний смог проявився в Лос-Анджелесі. Цьому сприяли насиченість району підприємствами хімічної, нафтохімічної, металургійної, харчової промисловості й автотранспортом, високий рівень ультрафіолетової радіації протягом всього року, велика повторюваність інверсій (близько 260 днів на рік), що перешкоджають перемішуванню повітря у приземному прошарку атмосфери, переважання малих швидкостей вітру, розташування міста в невеликій западині рельєфу. Як засвідчили дослідження атмосферного повітря в Лос-Анджелесі, під час фотохімічного смогу концентрація О3 майже в 20 разів перевищує його максимальне значення у хвойних лісах і на морських узбережжях.
Існує висока кореляція між ростом фотооксидантів в атмосфері і початком руху автотранспорту. Автотранспорт, сучасна промисловість поставляють таку кількість фотооксидантів, що можна говорити про потенційну можливість утворення фотохімічних смогів у будь-якому місті. Проте фотохімічні смоги утворюються не скрізь. Вирішальним є надходження природної УФР у сполученні з небезпечними метеорологічними умовами, що сприяють досягненню концентрацій фотооксидантів у приземному прошарку до розвитку в них фотохімічних реакцій. В зв'язку з цим необхідно враховувати кліматичні умови можливого розвитку смогів. Особливе місце при цьому займають дослідження природної УФР. Якщо нам відомий режим УФР, можна виділити смогонебезпечні райони. При підвищеному рівні УФР необхідно з метою запобігання фотохімічному смогу знижувати викиди фотооксидантів. При цьому важливо не тільки урахування середніх значень УФР, а й знання їхніх миттєвих величин, які враховують як прозорість атмосфери так і фактичну хмарність.
Димовий смог (лондонського типу) формується при вологості повітря близько 100 %, температурі 0°С, тривалій штильовій погоді та високій концентрації продуктів спалювання твердого і рідкого палива (SO2, СО, сажа). Спостерігається частіше за все у осіннє-зимовий період, характерний для помірних широт з вологим морським кліматом. Смог отримав назву після катастрофи, яка відбулася у грудні 1952 р. у столиці Великої Британії у зв'язку з високою забрудненістю атмосфери й тривалим штилем протягом двох тижнів. У цей період різко збільшилося число легеневих та серцево-судинних захворювань, смертність зросла більш ніж в 10 разів (близько 4000 людей).
Димові смоги являють собою суміш туману і диму, що утворився в результаті викидів у атмосферу при спалюванні палива, роботи хімічних підприємств. При туманах або стані атмосфери, близькому до насичення повітря водяною парою, димові викиди зменшують видимість і сприяють конденсації атмосферної вологи.
Техногенні викиди, що містять розчинні гази (наприклад сірчистий) і гігроскопічні аерозолі, розчиняються у тумані. Туман, який абсорбував оксиди Нітрогену, Сульфуру та ін., уже складається з крапель не води, а різноманітних кислот. Він має велику токсичність. Зазвичай це спостерігається при уповільненому повітрообміні, що перешкоджає розвитку турбулентної дифузії і створює небезпечні метеорологічні умови. Утворенню димових смогів сприяють позитивні температури повітря, наявність великого числа низьких викидів, що утворюються, наприклад, при великій кількості автотранспорту, а також при пічному опаленні приватних будинків. Особливо смоги посилюються при спалюванні вугілля з високим вмістом Сульфуру, що в сполученні з промисловими викидами збільшує картину смогу.
Завдяки прийнятому урядом Великої Британії спеціальному Закону про чисте повітря забруднення атмосфери значно знизилося. Так, в період 1952—1970 рр. викиди сажі при опалені житлових будинків зменшилися з 130 до 10 тис. тон на рік, а від промислових підприємств від 50 до 5 тис. тон на рік. Сильний туман, який висів над Лондоном протягом двох тижнів у грудні 1972 року., цього разу не мав таких серйозних наслідків для населення.
Смог лондонського типу характерний і для інших міст Атлантичного узбережжя. В Україні такий смог спостерігається в приморських містах Маріуполь, Одеса тощо.
Крижаний смог характерний для міст північних широт. Він утворюється при антициклонах, температурах нижче -30 °C, повному штилю, високій вологості повітря й наявності потужних джерел забруднення атмосфери. При низькій температурі краплини водяної пари перетворюються в кришталики льоду розміром 5-10 мкм й зависають у повітрі у вигляді густого білого туману, видимість зменшується до 8-10 м. На кришталиках льоду адсорбуються частинки і молекули пилових викидів і аерозолів. Під дією сили гравітації кришталики льоду опускаються в приземні шари. Дихання в такому тумані стає неможливим.
Для України такий смог не характерний.

## Методи боротьби зі смогом
Смог несе велику небезпеку для всієї біосфери. Боротьба з ним — одне з найголовніших завдань у вирішенні екологічного питання. На міському рівні, боротьба зі смогом полягає в прийнятті різних законодавчих заходів, які зобов'язують промислові підприємства строго контролювати викиди їхніх шкідливих речовин в атмосферу, зменшити сумарні викиди від автомобілів, шляхом обмеження їх знаходження в місті, закликами відмовитися від особистого автотранспорту. Основними на сьогоднішній день методами зниження забруднення атмосфери, в тому числі кислото-утворюючими викидами, є розробка та впровадження різноманітних очисних споруд і правовий захист атмосфери.
Ведуться дослідження по зниженню забруднень від вихлопних газів автомобілів. Перспективна заміна бензину в автомобілях іншими видами палива (наприклад, сумішшю спиртів), застосування газобалонних автомобілів, що використовують природний газ, і електромобілів;
Зменшити частку смогу, створювану промисловістю, можна за допомогою пиловловлювачів, якщо обладнати ними підприємства. Ефективно використання спеціальних фільтрів. Переваги фільтрів: висока ефективність по вилученими компонентам (90-98 %); простота і компактність; мінімальний рівень енерговитрат на очистку (від 1,5 до 4,5 кВт / добу); надійність в експлуатації, висока ступінь ремонтопридатності; мала чутливість до концентраційним коливанням.
Для середніх і малих підприємств енергетики використовувати метод спалювання палива в киплячому шарі, при якому видаляється до 95 % діоксиду сірки і від 50 до 75 % оксидів азоту. Добре розроблена технологія зменшення вмісту оксидів азоту (на 50-60 %) шляхом зниження температури горіння. Використання на електростанціях як паливо природного газу. Реально замінити горючі копалини можуть відновлювані екологічно чисті енергетичні ресурси, такі, як сонячна енергія, вітер, морські припливи, термальні джерела надр Землі.
Локальний захист від смогу — особистий внесок людини в очищення повітря і, відповідно, у власне здоров'я. Це досягається принциповим користуванням екологічно чистої технікою та пальним, купівлею безпечних для навколишнього середовища і свого здоров'я господарських засобів. Певну роль може зіграти і зниження споживання енергії.
Методів боротьби є досить багато, але майже кожен з них має свої недоліки, а деякі методи неефективні зовсім. Повністю позбавитися від смогу нам не вдасться, адже для цього потрібно перевести весь транспорт на екологічно чисте паливо, встановити очисні споруди на всіх заводах і фабриках, значно зменшити кількість випаровування шкідливих газів, проте прийняти менш радикальні заходи з очищення біосфери від його шкідливого впливу цілком реально. Найбільші труднощі в дослідженнях щодо зниження забруднення від вихлопних газів викликає зменшення викидів оксидів азоту, які крім освіти кислотних опадів відповідальні за появу фотохімічних забруднювачів (фотохімічний смог) і руйнування озонового шару в стратосфері. Для вирішення цієї проблеми ведуться роботи зі створення різних каталітичних конвертерів, що перетворять оксиди азоту в молекулярний азот.
Створення безвідходного виробництва у всіх галузях промисловості потребує вирішення ряду складних інженерно-технологічних завдань, величезних капіталовкладень. Вміст сірки у викидах можна зменшити, використовуючи низькосірчистої вугілля, а також шляхом фізичної або хімічної його промивки. Але фізичні методи очищення малорентабельні. Хімічний метод очищення: в різних фільтрах і очисники газоподібні продукти згоряння пропускаються через водний розчин вапна, в результаті утворюється нерозчинний сульфат кальцію CaSO4. Цей метод дозволяє видалити до 95 % SO2, але є дорогим (зниження температури димових газів і зниження тяги вимагає додаткових витрат енергії на їх підігрів; крім того, виникає проблема утилізації CaSO4) і економічно ефективний лише при будівництві нових великих підприємств.
Вежі без смогу — гігантські очищувачі повітря
За статистикою профільних департаментів ООН та ВООЗ, щороку 7 млн людей у світі помирають лише через те, що дихають забрудненим повітрям. У списку переважно жінки й діти, а серед країн з найгіршою екологією чемпіони — Індія та Китай.
Проте у 2016 році в Нідерландах з'явився перший у світі вуличний очищувач повітря заввишки 7 метрів. Конструкцію дизайнера Дена Рузгаарда під назвою «Вежа без смогу» (Smog Free Tower) встановили в одному з районів Роттердама. За 36 годин інтенсивної роботи пристрій очищає 80 % повітря на площі 7140 м².
Очищувач повітря Рузгаарда працює від електрики, але споживає вкрай мало — 1400 кВт на добу. За словами автора, створення Smog Free Tower коштувало мільйон євро.
Далі за Роттердамом вежу Рузгаарда встановили у столиці Китаю — Пекіні. Тут за 40 днів пристрій очистив від смогу та інших шкідливих частинок понад 30 млн м³ повітря. Щоправда, вже за рік китайці самі спроєктували й спорудили власну 100-метрову «Вежу без смогу».
Споруда, чиє будівництво в Сіані (провінція Шеньсі) ініціювала Китайська академія наук, призначена для очищення повітря в радіусі 10 км. За перші кілька місяців після запуску вона очистила 10 млн м³ повітря. Загалом згідно з моніторингом вчених забруднення атмосфери вдалося зменшити на 15 %.